# Chesapeake (Virginia)
Chesapeake  è una città autonoma (independent city) degli Stati Uniti d'America situata nello Stato della Virginia. Nel 2007 possedeva una popolazione di 219.154 abitanti.